# Фицджеральд, Зельда
Зельда Сейр Фицджеральд (англ. Zelda Sayre Fitzgerald; 24 июля 1900, Монтгомери, Алабама — 10 марта 1948, Ашвилл, Северная Каролина) — американская писательница, танцовщица, художница, жена Фрэнсиса Скотта Фицджеральда.

## Биография
Зельда Сейр родилась в 1900 году в Монтгомери (штат Алабама), в состоятельной семье одного из ведущих юристов Атланты. Она была очень активным ребёнком: любила танцевать, посещала уроки балета и часто проводила свободное время на открытом воздухе. В школе у неё было мало подруг. В то же время, считаясь одной из красивейших девушек города, она имела заметный круг поклонников.
Зельда познакомилась с Фрэнсисом Скоттом Фицджеральдом незадолго до окончания Первой мировой войны, когда он служил в армии США. Их добрачные отношения не были безоблачными: со Скоттом у них часто возникали разного рода разногласия, кроме того Зельда продолжала встречаться с другими мужчинами. Тем не менее в 1920 году они поженились и начали жить в Нью-Йорке, получив статус литературных знаменитостей. Их жизнь состояла из частых скандалов (в том числе и на почве ревности), непомерного употребления алкоголя и множества эксцентричных выходок, благодаря чему Скотт и Зельда часто становились главными персонажами светской хроники. Скотт и Зельда швыряли деньги направо и налево, бесконечно питая жёлтую прессу новыми историями: «Скотт разделся практически догола на спектакле „Скандалы“», «Зельда купалась в фонтане», «Скотт сбил с ног полицейского». В 1921 году у них родилась дочь, которую в честь отца назвали Фрэнсис «Скотти» Фицджеральд.
Через несколько лет они переехали в Италию, а затем во Францию. В 1925 году Скотт Фицджеральд опубликовал свой знаменитый роман «Великий Гэтсби», получивший мировое признание. Также он вёл дружбу с Хемингуэем. Однако его отношения с Зельдой по-прежнему оставались напряжёнными. Он начал использовать аспекты своей личной жизни в качестве материала для собственных произведений и даже черпал необходимую информацию из дневника жены, заменяя имена на вымышленные.
Сама Зельда в это время писала статьи и короткие рассказы для журналов. Однако постепенно она всё в большей степени начинала испытывать проблемы с психикой. В августе 1925 года, приревновав своего мужа к танцовщице Айседоре Дункан, Зельда бросилась с лестницы ресторана. Хотя она не получила серьёзных повреждений, о её помутнении разума стали говорить уже публично. В возрасте 27 лет она вдруг стала одержима балетом и практиковалась до изнеможения. В 1930 году ей был поставлен диагноз шизофрения. Теперь бо́льшую часть времени она проводила в различных клиниках. Скотт сопровождал её в этих поездках. В одной из клиник штата Мэриленд она написала полуавтобиографический роман «Спаси меня, вальс» (англ. Save Me the Waltz), который был опубликован в 1932 году. Скотт был в ярости, что в своём произведении она использовала сведения из их личной жизни, хотя сам практиковал подобный приём в своём романе «Ночь нежна» (англ. Tender is the Night, 1934).
Вскоре Скотт вернулся в США, где решил устроиться сценаристом в Голливуд. Там он встретил обозревателя Шейлу Грэм, с которой и провёл последние годы. В 1936 году Зельду перевели в Хайлендскую больницу для душевнобольных в Ашвилле (Северная Каролина). Её муж умер в 1940 году от сердечного приступа. Зельда последние годы занималась написанием своего второго романа, так и оставшегося незавершённым. В 1948 году на территории Хайлендского госпиталя произошёл пожар, в результате чего погибли 9 человек, в их числе была и Зельда Фицджеральд.

## Культурное влияние
Близкий друг Фицджеральда и Зельды мастер короткого рассказа Ринг Ларднер в своей пародии «Золушка и принц» с юмором характеризовал её следующим образом: «…Поскольку собственная их дочка страшна была, как смертный грех, и не один, мачеха и сводные сестры возненавидели Зельдушку и спать её укладывали в мусорном баке. Зельдушку они переименовали в Золушку: ведь когда она спьяну продирала в полдень глаза, то была вся, с головы до ног, покрыта золой и пеплом».
Интерес к семье Фицджеральд возрос вскоре после смерти Зельды: семейная пара стала объектом научно-популярных книг и фильмов. В 1970-е годы Зельда стала одной из икон феминизма.
Известный японский геймдизайнер, Сигэру Миямото, в одном из своих интервью признался, что, вдохновлённый красотой звучания её имени, он использовал имя Зельды в названии своей серии игр The Legend of Zelda.
В 2007 году французский писатель Жиль Леруа был удостоен Гонкуровской премии за роман «Песнь Алабамы», представляющий собой вымышленную биографию Зельды Фицджеральд.

## В кинематографе
- В фильме Вуди Аллена «Полночь в Париже» (2011) главный герой попадает в Париж 1920-х годов и встречается там с известными людьми, в том числе с Зельдой Фицджеральд (Элисон Пилл).
- В фильме 2016 года «Гений» (режиссёр Майкл Грандадж) роль Зельды исполнила английская актриса Ванесса Кирби.
- В телесериале «З: Начало всего» (2017) роль Зельды исполнила американская актриса Кристина Риччи.
- В фильме Цирк уродов (2017) главный герой в одном из эпизодов переодевается в Зельду и изображает её.
- В 6 серии 4 сезона (26.11.2018) сериала «Легенды завтрашнего дня» один из главных героев Нейт встречает Фрэнсиса и Зельду Фицджеральд.